# Chiesa di San Baronto
La chiesa di San Baronto si trova a San Baronto, frazione di Lamporecchio, in provincia di Pistoia.

## Storia e descrizione
Vuole la tradizione che san Baronto, monaco dell'abbazia francese di Reghereto, abbia scelto il luogo che oggi da lui prende il nome come sede ultima del suo lungo peregrinare. Qui egli condusse, nel VII secolo, vita eremitica fino alla fine dei suoi giorni. Intorno alla sua tomba sorse un oratorio che, ricostruito all'inizio dell'XI secolo, venne consacrato nel 1018.
La chiesa attuale si presenta completamente ricostruita dopo l'ultima guerra. Dell'originaria costruzione resta la cripta preromanica, la più antica rimasta in Toscana, composta da cinque navatelle concluse da tre absidi e separate da colonne. Su queste ultime si impostano interessanti capitelli vicini a quelli della cattedrale di Aquileia (IX secolo). Nella cripta sono conservati resti di affreschi del XIV-XV secolo.
In chiesa si segnala un dipinto su tela raffigurante la Madonna in trono con i santi Paolo e Baronto; l'opera è datata 1603 e firmata dal pistoiese "Tarquinius Gatius".
La chiesa fu bombardata durante la Seconda Guerra Mondiale poiché  il campanile veniva ritenuto un osservatorio sulle valli sottostanti. La chiesa venne successivamente ricostruita mentre la cripta sottostante rimase in parte integra.

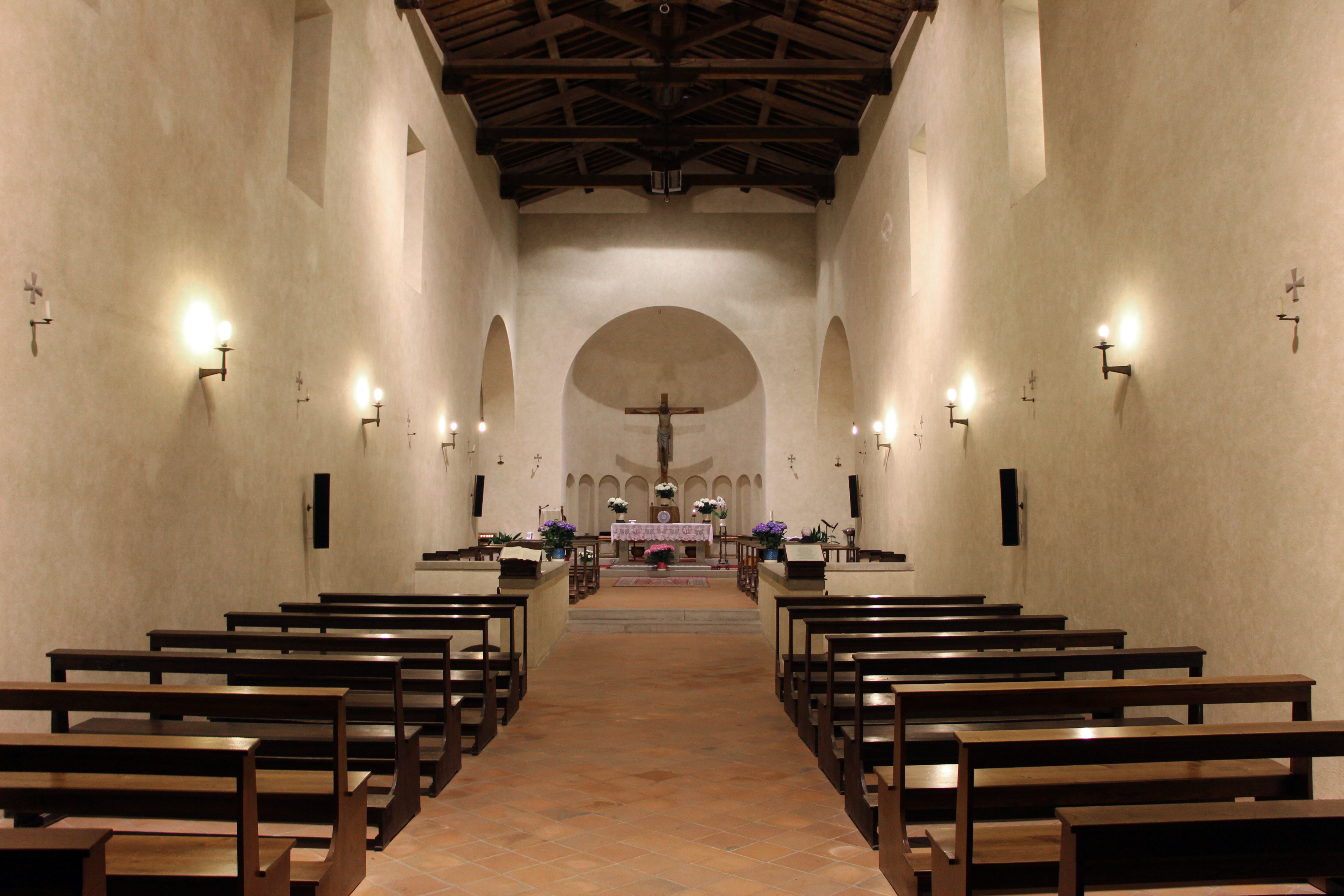
Interno
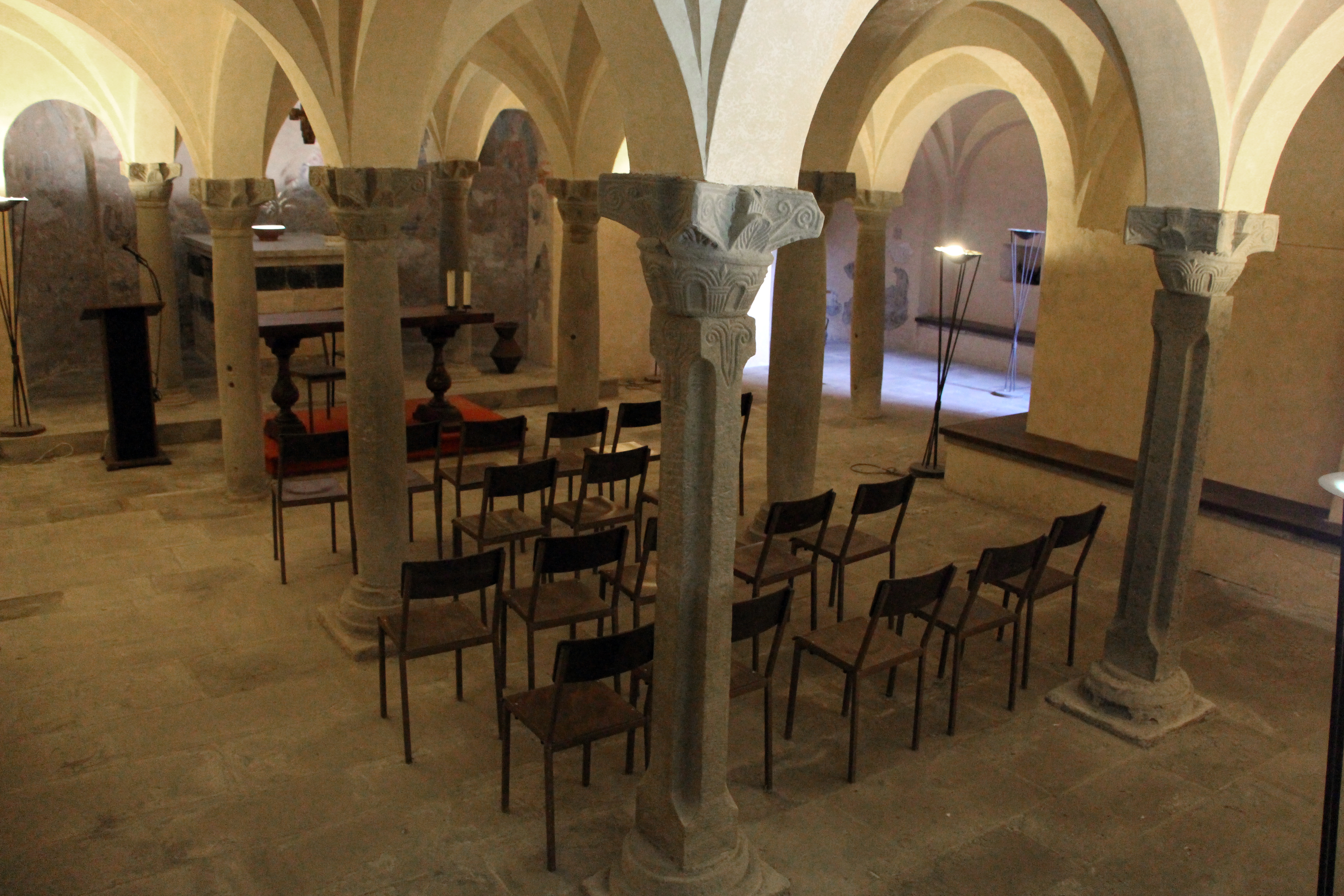
Cripta
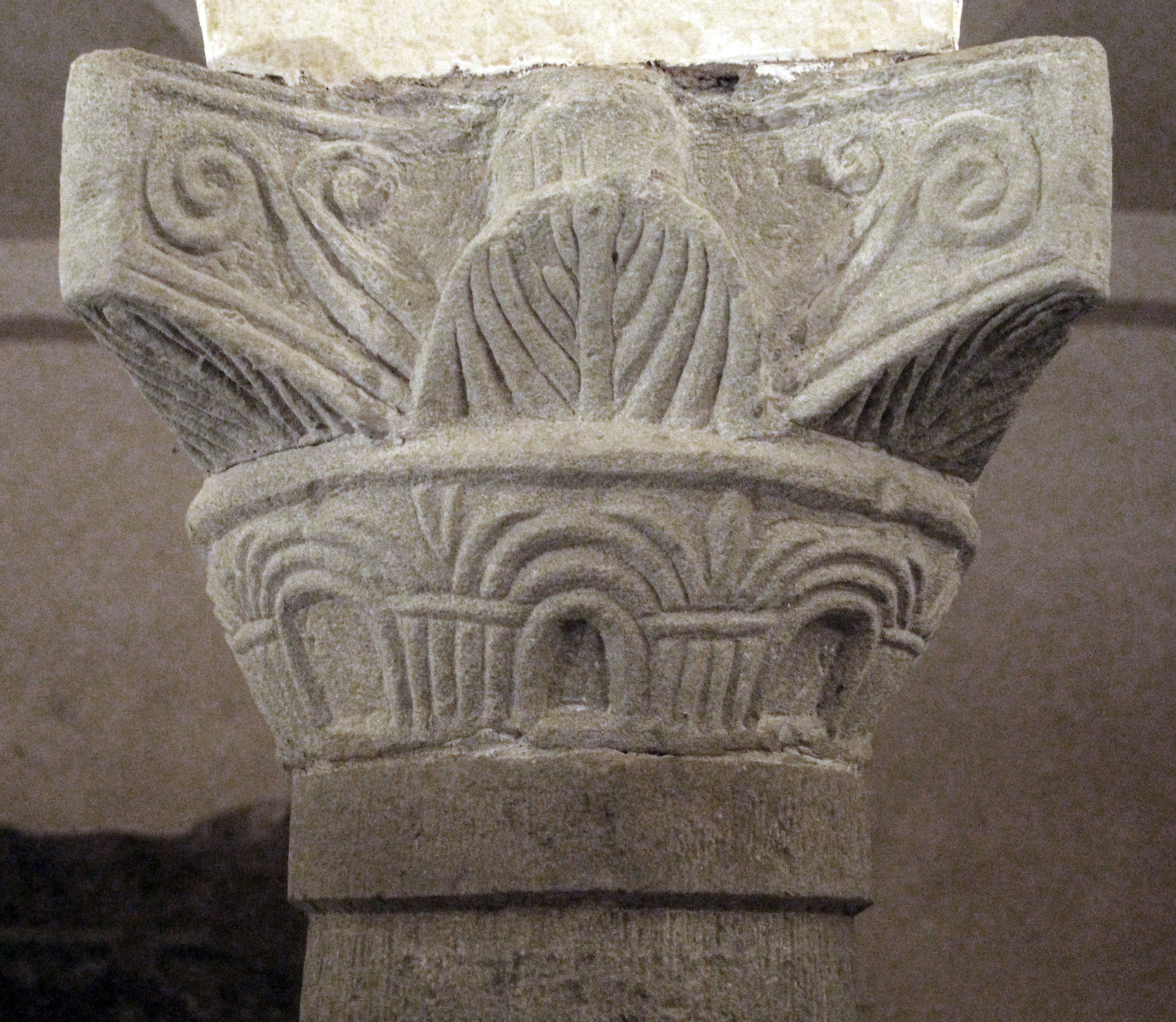
Capitello
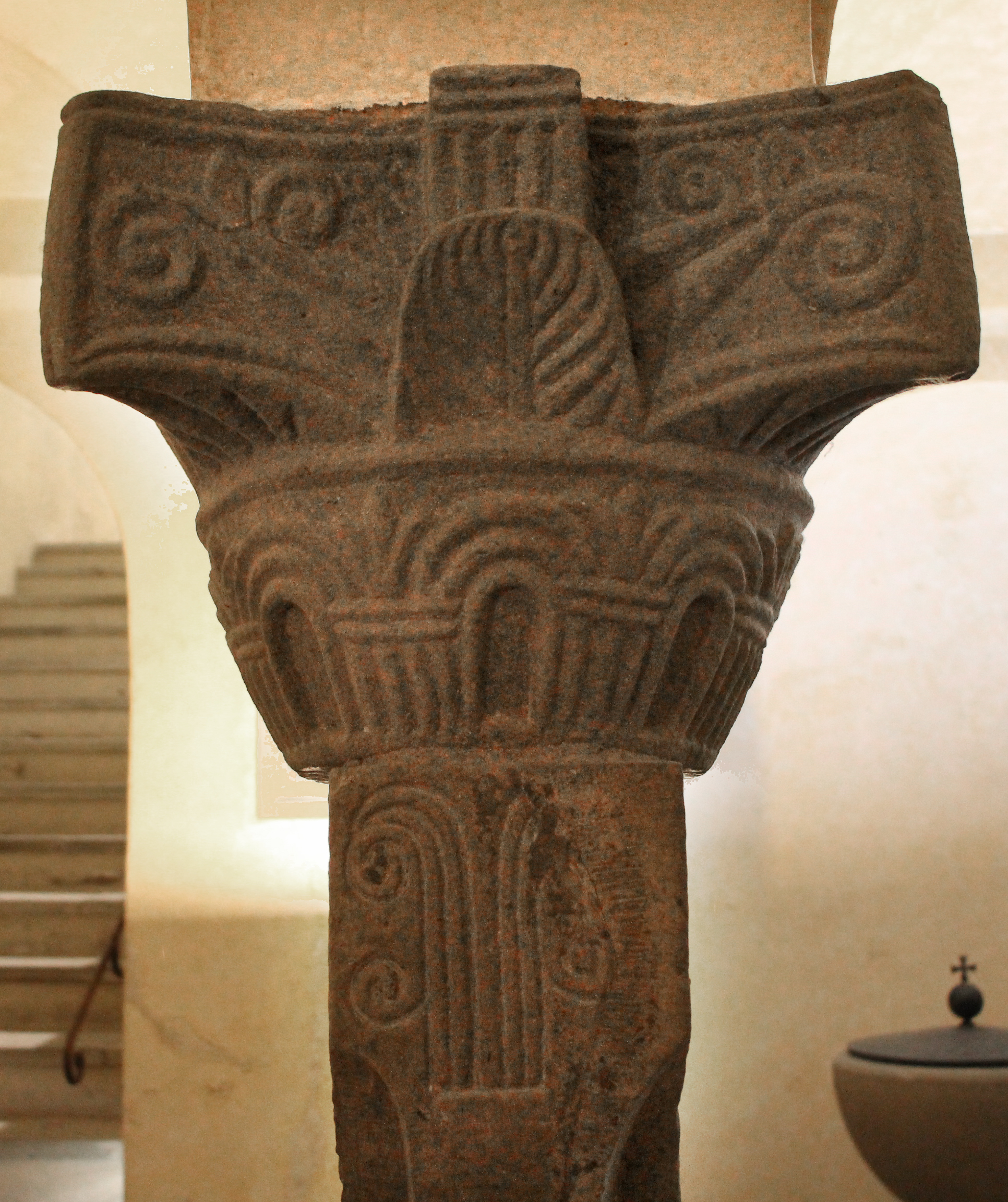
Capitello